# Space Taxi
Space Taxi è un videogioco pubblicato nel 1984 per Commodore 64. Il gioco consiste nella guida di un avveniristico taxi volante ed è caratterizzato tra l'altro dalla presenza di voce digitalizzata, quando i passeggeri dicono frasi in inglese come "Hey, taxi!" e "Pad 5 please" (piattaforma 5, prego).

## Modalità di gioco
Scopo del gioco è prelevare i passeggeri che appaiono e chiamano il taxi e portarli alla destinazione che richiedono una volta saliti a bordo. Meno tempo si impiega per trasportare un passeggero, più punteggio si guadagna sotto forma di mancia in denaro.
Si attraversano 25 livelli a schermata fissa, con visuale laterale, dotati di piattaforme numerate (pad) sulle quali è possibile atterrare, per caricare o scaricare il passeggero. Alcune piattaforme speciali servono a rifornirsi di carburante.
Il taxi è soggetto all'inerzia e all'accelerazione di gravità, il giocatore può spingerlo nelle quattro direzioni con i propulsori a razzo, ma i tempi di spinta vanno dosati attentamente per non schiantarsi urtando gli ostacoli o atterrando troppo velocemente.
Per atterrare è anche necessario estrarre i carrelli di atterraggio; quando sono estratti la propulsione laterale non funziona.
Per superare un livello è necessario trasportare almeno un passeggero su ogni piattaforma; l'ultimo chiederà di essere portato all'uscita sul soffitto ("Up please!") verso il livello successivo, che ha sempre un formato e un tema grafico diverso. Avanzando nei livelli si riduce lo spazio di manovra e compaiono nuovi tipi di pericoli, come ostacoli mobili e forze esterne che spingono il taxi.
I livelli corrispondono alle 24 ore del giorno più uno speciale finale; si può scegliere di affrontarli nella sequenza completa, oppure a gruppi di diversa difficoltà (turno mattutino, pomeridiano e serale), oppure in ordine completamente casuale.

## Eredità
Ci sono stati numerosi rifacimenti e imitazioni di Space Taxi.
Una conversione non commerciale venne realizzata per Amstrad CPC nel 1987.
Un primo remake omonimo è uscito in pubblico dominio per Amiga nella serie tedesca Spielekiste. 
Tra gli altri Sky Cabbie (1991, vari computer), Space Taxi anche noto come Space Taxi 3 (1994, Amiga), Air Taxi (1994, Amiga), Mars Taxi (1997, PC), Space Taxi 2005 (2005, PC freeware).
Il seguito ufficiale, realizzato con la collaborazione dello stesso autore John F. Kutcher, è Space Taxi 2 (2004, PC). 
Nessuno dei titoli sopra citati ha avuto molto risalto nella stampa di settore. Più noto è Ugh! (1992, vari computer), che è molto simile a Space Taxi ma ha un tema preistorico.